# Coupe d'Afrique des nations de football 1980
Navigation
Ghana 1978 Libye 1982
La Coupe d'Afrique des nations de football 1980 a lieu au Nigeria du 8 au 22 mars 1980. Elle est remportée par le pays hôte.

## Qualifications

### Nations qualifiés
| Pays          | Qualification     | Participations                               |
| ------------- | ----------------- | -------------------------------------------- |
| Nigeria       | Pays organisateur | 3 (1963, 1976, 1978)                         |
| Ghana         | Tenant du titre   | 5 (1963, 1965, 1968, 1970, 1978)             |
| Maroc         | Tour préliminaire | 3 (1972, 1976, 1978)                         |
| Égypte        | Tour préliminaire | 7 (1957, 1959, 1962, 1963, 1970, 1974, 1976) |
| Côte d'Ivoire | Tour préliminaire | 4 (1965, 1968, 1970, 1974)                   |
| Guinée        | Tour préliminaire | 3 (1970, 1974, 1976)                         |
| Algérie       | Tour préliminaire | 1 (1968)                                     |
| Tanzanie      | Tour préliminaire | Première participation                       |

## Tournoi final

### Groupes
Groupe A (matchs à Lagos)
- Côte d'Ivoire
- Égypte
- Nigeria
- Tanzanie

Groupe B (matchs à Ibadan)
- Algérie
- Guinée
- Ghana
- Maroc

### Stades
- Surelere Stadium (Lagos)
- Liberty Stadium (Ibadan)

### Résultats

#### Groupe A
1re journée
| 8 mars 1980 | Nigeria                                 | 3 – 1 | Tanzanie   | Surulere Stadium, Lagos                           |                                                   |
|             | Lawal 11e · Onyedika 35e · Odegbami 85e |       | 54e Mkambi | Spectateurs : 80 000 Arbitrage : Suleiman El Naim | Spectateurs : 80 000 Arbitrage : Suleiman El Naim |
|             | Rapport                                 |       |            | Spectateurs : 80 000 Arbitrage : Suleiman El Naim | Spectateurs : 80 000 Arbitrage : Suleiman El Naim |

| 8 mars 1980 | Égypte                  | 2 – 1 | Côte d'Ivoire | Surulere Stadium, Lagos                       |                                               |
|             | Hammam 8e · Mokhtar 20e |       | 7e Gome       | Spectateurs : 80 000 Arbitrage : Joel Mondoka | Spectateurs : 80 000 Arbitrage : Joel Mondoka |
|             | Rapport                 |       |               | Spectateurs : 80 000 Arbitrage : Joel Mondoka | Spectateurs : 80 000 Arbitrage : Joel Mondoka |

2e journée
| 12 mars 1980 | Égypte                 | 2 – 1 | Tanzanie   | Surulere Stadium, Lagos                          |                                                  |
|              | Shehata 32e · Nour 38e |       | 86e Waziri | Spectateurs : 55 000 Arbitrage : Sohan Ramlochun | Spectateurs : 55 000 Arbitrage : Sohan Ramlochun |
|              | Rapport                |       |            | Spectateurs : 55 000 Arbitrage : Sohan Ramlochun | Spectateurs : 55 000 Arbitrage : Sohan Ramlochun |

| 12 mars 1980 | Nigeria | 0 – 0 | Côte d'Ivoire | Surulere Stadium, Lagos                                    |
|              |         |       |               | Spectateurs : 55 000 Arbitrage : Théophile Lawson-Hétchéli |
|              | Rapport |       |               |                                                            |

3e journée
| 15 mars 1980 | Côte d'Ivoire | 1 – 1 | Tanzanie   | Surulere Stadium, Lagos                       |                                               |
|              | Koma 7e       |       | 59e Waziri | Spectateurs : 70 000 Arbitrage : Diallo Bakaï | Spectateurs : 70 000 Arbitrage : Diallo Bakaï |
|              | Rapport       |       |            | Spectateurs : 70 000 Arbitrage : Diallo Bakaï | Spectateurs : 70 000 Arbitrage : Diallo Bakaï |

| 15 mars 1980 | Nigeria   | 1 – 0 | Égypte | Surulere Stadium, Lagos                             |                                                     |
|              | Isima 15e |       |        | Spectateurs : 70 000 Arbitrage : Tesfaye Gebreyesus | Spectateurs : 70 000 Arbitrage : Tesfaye Gebreyesus |
|              | Rapport   |       |        | Spectateurs : 70 000 Arbitrage : Tesfaye Gebreyesus | Spectateurs : 70 000 Arbitrage : Tesfaye Gebreyesus |

| Place | Équipe        | Pts | J | G | N | P | Buts + | Buts - | Diff. |
| 1er   | Nigeria       | 5   | 3 | 2 | 1 | 0 | 4      | 1      | +3    |
| 2e    | Égypte        | 4   | 3 | 2 | 0 | 1 | 4      | 3      | +1    |
| 3e    | Côte d'Ivoire | 2   | 3 | 0 | 2 | 1 | 2      | 3      | -1    |
| 4e    | Tanzanie      | 1   | 3 | 0 | 1 | 2 | 3      | 6      | -3    |

#### Groupe B
1re journée
| 9 mars 1980 | Ghana  | 0 - 0 | Algérie | Liberty Stadium, Ibadan                          |
|             |        |       |         | Spectateurs : 40 000 Arbitrage : Yousef El-Ghoul |
|             | Report |       |         |                                                  |

| 9 mars 1980 | Maroc     | 1 – 1 | Guinée       | Liberty Stadium, Ibadan |                      |
|             | Tahiri 7e |       | 8e M. Camara | Spectateurs : 40 000    | Spectateurs : 40 000 |
|             | Report    |       |              | Spectateurs : 40 000    | Spectateurs : 40 000 |

2e journée
| 13 mars 1980 | Algérie        | 1 - 0 | Maroc | Liberty Stadium, Ibadan                    |                                            |
|              | Belloumi 90+1e |       |       | Spectateurs : 20 000 Arbitrage : Ali Dridi | Spectateurs : 20 000 Arbitrage : Ali Dridi |
|              | Rapport        |       |       | Spectateurs : 20 000 Arbitrage : Ali Dridi | Spectateurs : 20 000 Arbitrage : Ali Dridi |

| 13 mars 1980 | Ghana      | 1 – 0 | Guinée | Liberty Stadium, Ibadan                               |                                                       |
|              | Klutse 69e |       |        | Spectateurs : 20 000 Arbitrage : Ngesa Gabriel Odengo | Spectateurs : 20 000 Arbitrage : Ngesa Gabriel Odengo |
|              | Rapport    |       |        | Spectateurs : 20 000 Arbitrage : Ngesa Gabriel Odengo | Spectateurs : 20 000 Arbitrage : Ngesa Gabriel Odengo |

3e journée
| 16 mars 1980 | Algérie                          | 3 – 2 | Guinée                       | Liberty Stadium, Ibadan                         |                                                 |
|              | Bensaoula 12e 49e · Belloumi 37e |       | 82e Diawara · 90+1e Bangoura | Spectateurs : 20 000 Arbitrage : Idrissa Traoré | Spectateurs : 20 000 Arbitrage : Idrissa Traoré |
|              | Rapport                          |       |                              | Spectateurs : 20 000 Arbitrage : Idrissa Traoré | Spectateurs : 20 000 Arbitrage : Idrissa Traoré |

| 16 mars 1980 | Maroc      | 1 – 0 | Ghana | Liberty Stadium, Ibadan                      |                                              |
|              | Labied 44e |       |       | Spectateurs : 20 000 Arbitrage : Dodou N'Jie | Spectateurs : 20 000 Arbitrage : Dodou N'Jie |
|              | Rapport    |       |       | Spectateurs : 20 000 Arbitrage : Dodou N'Jie | Spectateurs : 20 000 Arbitrage : Dodou N'Jie |

| Place | Équipe  | Pts | J | G | N | P | Buts + | Buts - | Diff. |
| 1er   | Algérie | 5   | 3 | 2 | 1 | 0 | 4      | 2      | +2    |
| 2e    | Maroc   | 3   | 3 | 1 | 1 | 1 | 2      | 2      | 0     |
| 3e    | Ghana   | 3   | 3 | 1 | 1 | 1 | 1      | 1      | 0     |
| 4e    | Guinée  | 1   | 3 | 0 | 1 | 2 | 3      | 5      | -2    |

#### Demi-finales
| 19 mars 1980 | Nigeria    | 1 – 0 | Maroc | Surulere Stadium, Lagos                           |                                                   |
|              | Owolabi 9e |       |       | Spectateurs : 70 000 Arbitrage : Suleiman El Naim | Spectateurs : 70 000 Arbitrage : Suleiman El Naim |
|              | Rapport    |       |       | Spectateurs : 70 000 Arbitrage : Suleiman El Naim | Spectateurs : 70 000 Arbitrage : Suleiman El Naim |

| 19 mars 1980 | Algérie                                      | 2 - 2 a. p.       | Égypte                               | Liberty Stadium, Ibadan                                   |                                                           |
| 16h          | Assad 55e (pen.) · Benmiloudi 62e            |                   | 32e Al-Khatib · 47e El Sayed         | Spectateurs : 5 000 Arbitrage : Théophile Lawson-Hétchéli | Spectateurs : 5 000 Arbitrage : Théophile Lawson-Hétchéli |
| 16h          | Rapport                                      |                   |                                      | Spectateurs : 5 000 Arbitrage : Théophile Lawson-Hétchéli | Spectateurs : 5 000 Arbitrage : Théophile Lawson-Hétchéli |
| 16h          | Belloumi · Fergani · Khedis · Larbès · Assad | Tirs au but 4 - 2 | Shehata · Mokhtar · Al-Khatib · Amer | Spectateurs : 5 000 Arbitrage : Théophile Lawson-Hétchéli | Spectateurs : 5 000 Arbitrage : Théophile Lawson-Hétchéli |

#### Match pour la3eplace
| 21 mars 1980 | Maroc         | 2 – 0 | Égypte | Surulere Stadium, Lagos                              |                                                      |
|              | Labied 9e 78e |       |        | Spectateurs : 5 000 Arbitrage : Ngesa Gabriel Odengo | Spectateurs : 5 000 Arbitrage : Ngesa Gabriel Odengo |
|              | Rapport       |       |        | Spectateurs : 5 000 Arbitrage : Ngesa Gabriel Odengo | Spectateurs : 5 000 Arbitrage : Ngesa Gabriel Odengo |

#### Finale
| ·               |                    |    |
| Titulaires :    |                    |    |
|                 |                    |    |
| 1               | Best Ogedegbe      |    |
| 2               | David Adiele       |    |
| 5               | Christian Chukwu   |    |
| 6               | Tunde Bamidele     |    |
| 8               | Aloysius Atuegbu   |    |
| 10              | Godwin Odiye       | ?e |
| 9               | Felix Owolabi      |    |
| 3               | Okey Isima         |    |
| 7               | Segun Odegbami     |    |
| 4               | Mudashiru Lawal    |    |
| 11              | Adokiye Amiesimaka |    |
|                 |                    |    |
| Remplaçants :   |                    |    |
| 12              | Moses Effiong      |    |
| 13              | Emmanuel Okala     |    |
| 14              | Sylvanus Okpala    |    |
| 15              | Ifeanyi Onyedika   |    |
| 16              | Martin Eyo         |    |
| 17              | John Orlando       |    |
| 18              | Shefiu Mohamed     |    |
| 19              | Charles Bassey     |    |
| 20              | Henry Nwosu        |    |
| 21              | Franck Onwuachi    |    |
| 22              | Kadiri Ikhana      | ?e |
|                 |                    |    |
| Sélectionneur : |                    |    |
| Otto Glória     |                    |    |

| ·                                |                      |    |
| Titulaires :                     |                      |    |
|                                  |                      |    |
| 1                                | Mehdi Cerbah         |    |
|                                  | Chabane Merzekane    |    |
|                                  | Abdelkader Horr      |    |
|                                  | Mohamed Khedis       |    |
| 3                                | Mustapha Kouici      |    |
|                                  | Bouzid Mahiouz       |    |
| 8                                | Ali Fergani          |    |
| 10                               | Lakhdar Belloumi     |    |
| 7                                | Salah Assad          |    |
| 9                                | Tedj Bensaoula       | ?e |
|                                  | Hocine Benmiloudi    | ?e |
|                                  |                      |    |
| Remplaçants :                    |                      |    |
|                                  | Abderrazak Harb      |    |
|                                  | Abderrahmane Derouaz |    |
|                                  | Mahmoud Guendouz     |    |
|                                  | Salah Larbès         |    |
|                                  | Mohamed Ouamar Ghrib |    |
|                                  | Redouane Guemri      | ?e |
| 11                               | Rabah Madjer         | ?e |
|                                  | Smaïl Slimani        |    |
|                                  |                      |    |
| Sélectionneur :                  |                      |    |
| Mahieddine Khalef Zdravko Rajkov |                      |    |

| ·               |                    |    |
| Titulaires :    |                    |    |
|                 |                    |    |
| 1               | Best Ogedegbe      |    |
| 2               | David Adiele       |    |
| 5               | Christian Chukwu   |    |
| 6               | Tunde Bamidele     |    |
| 8               | Aloysius Atuegbu   |    |
| 10              | Godwin Odiye       | ?e |
| 9               | Felix Owolabi      |    |
| 3               | Okey Isima         |    |
| 7               | Segun Odegbami     |    |
| 4               | Mudashiru Lawal    |    |
| 11              | Adokiye Amiesimaka |    |
|                 |                    |    |
| Remplaçants :   |                    |    |
| 12              | Moses Effiong      |    |
| 13              | Emmanuel Okala     |    |
| 14              | Sylvanus Okpala    |    |
| 15              | Ifeanyi Onyedika   |    |
| 16              | Martin Eyo         |    |
| 17              | John Orlando       |    |
| 18              | Shefiu Mohamed     |    |
| 19              | Charles Bassey     |    |
| 20              | Henry Nwosu        |    |
| 21              | Franck Onwuachi    |    |
| 22              | Kadiri Ikhana      | ?e |
|                 |                    |    |
| Sélectionneur : |                    |    |
| Otto Glória     |                    |    |

| ·                                |                      |    |
| Titulaires :                     |                      |    |
|                                  |                      |    |
| 1                                | Mehdi Cerbah         |    |
|                                  | Chabane Merzekane    |    |
|                                  | Abdelkader Horr      |    |
|                                  | Mohamed Khedis       |    |
| 3                                | Mustapha Kouici      |    |
|                                  | Bouzid Mahiouz       |    |
| 8                                | Ali Fergani          |    |
| 10                               | Lakhdar Belloumi     |    |
| 7                                | Salah Assad          |    |
| 9                                | Tedj Bensaoula       | ?e |
|                                  | Hocine Benmiloudi    | ?e |
|                                  |                      |    |
| Remplaçants :                    |                      |    |
|                                  | Abderrazak Harb      |    |
|                                  | Abderrahmane Derouaz |    |
|                                  | Mahmoud Guendouz     |    |
|                                  | Salah Larbès         |    |
|                                  | Mohamed Ouamar Ghrib |    |
|                                  | Redouane Guemri      | ?e |
| 11                               | Rabah Madjer         | ?e |
|                                  | Smaïl Slimani        |    |
|                                  |                      |    |
| Sélectionneur :                  |                      |    |
| Mahieddine Khalef Zdravko Rajkov |                      |    |

### Classement de la compétition
| |               |                         |
| \| Place \| Nation \| Stade de la compétition \| \| ------------------ \| ------------- \| ----------------------- \| \| Médaille d'or \| Nigeria \| Vainqueur \| \| Médaille d'argent \| Algérie \| Finaliste \| \| Médaille de bronze \| Maroc \| Demi-finale \| \| 4 \| Égypte \| Demi-finale \| \| 5 \| Ghana T \| Premier tour \| \| 6 \| Côte d'Ivoire \| Premier tour \| \| 7 \| Guinée \| Premier tour \| \| 8 \| Tanzanie \| Premier tour \| |               |                         |
| Place | Nation        | Stade de la compétition |
| Médaille d'or | Nigeria       | Vainqueur               |
| Médaille d'argent | Algérie       | Finaliste               |
| Médaille de bronze | Maroc         | Demi-finale             |
| 4 | Égypte        | Demi-finale             |
| 5 | Ghana T       | Premier tour            |
| 6 | Côte d'Ivoire | Premier tour            |
| 7 | Guinée        | Premier tour            |
| 8 | Tanzanie      | Premier tour            |

### Résumé par équipe
| Équipe        | Matches | Victoires | Nuls | Défaites | BP | BC | Diff. | Progression             |
| ------------- | ------- | --------- | ---- | -------- | -- | -- | ----- | ----------------------- |
| Nigeria       | 5       | 4         | 1    | 0        | 8  | 1  | +7    | Vainqueur               |
| Algérie       | 5       | 2         | 2    | 1        | 6  | 7  | -1    | Finaliste               |
| Maroc         | 5       | 2         | 1    | 2        | 4  | 3  | +1    | Demi-finale (troisième) |
| Égypte        | 5       | 2         | 1    | 2        | 6  | 7  | -1    | Demi-finale (quatrième) |
| Ghana         | 3       | 1         | 1    | 1        | 1  | 1  | 0     | Premier Tour            |
| Côte d'Ivoire | 3       | 0         | 2    | 1        | 3  | 4  | -1    | Premier Tour            |
| Guinée        | 3       | 0         | 1    | 2        | 3  | 5  | -2    | Premier Tour            |
| Tanzanie      | 3       | 0         | 1    | 2        | 3  | 6  | -3    | Premier Tour            |

### Équipe type de la compétition
| Gardien       | Défenseurs                                                          | Milieux                                                       | Attaquants                 | Sélectionneur |
| ------------- | ------------------------------------------------------------------- | ------------------------------------------------------------- | -------------------------- | ------------- |
| Best Ogedegbe | Mustapha Kouici Mohamed Salah El-Din Moussa Camara Christian Chukwu | Lakhdar Belloumi Ali Fergani Mahmoud Al-Khatib Chawki Gharieb | Salah Assad Segun Odegbami | Otto Gloria   |

### Meilleurs buteurs
- Segun Odegbami ( Nigeria) 3 buts
- Khalid Labied ( Maroc) 3 buts